# Slammiversary (2009)
Slammiversary (2009) – gala wrestlingu zorganizowana przez amerykańską federację Total Nonstop Action Wrestling (TNA), nadawana na żywo w systemie pay-per-view. Odbyła się 21 czerwca 2009 r. w The Palace of Auburn Hills w Auburn Hills. Była to piąta gala z cyklu Slammiversary, z zarazem szóste pay-per-view TNA w 2009 r. Federacja celebrowała siódmą rocznicę powstania.
Karta walk składała się z siedmiu pojedynków, w tym czterech o tytuły mistrzowskie, a wydarzenie poprzedził preshow match. Walką wieczoru był King of the Mountain match, w którym Kurt Angle zdobył TNA World Heavyweight Championship po pokonaniu ówczesnego mistrza - Micka Foleya, Jeffa Jarretta, A.J. Stylesa i Samoa Joe. Po raz pierwszy w historii w karcie gali znalazł się drugi King of the Mountain match.  W tym pojedynku Suicide obronił TNA X Division Championship, zwyciężając Consequences Creeda, Jaya Lethala, Chrisa Sabina i Alexa Shelleya. W innym spotkaniu Angelina Love odniosła zwycięstwo nad Tarą w obronie TNA Women’s Knockout Championship, natomiast Team 3D (Brother Ray i Brother Devon) utracili TNA World Tag Team Championship na rzecz Beer Money, Inc. (James Storm i Robert Roode).
Chris i Bryan Sokolowie, redaktorzy portalu internetowego Canadian Online Explorer, ocenili tę edycję gali na 7 w 10 - punktowej skali.

## Wyniki walk
| Nr                                                                   | Wyniki                                                                                              | Stypulacje                                                                      | Czas  |
| -------------------------------------------------------------------- | --------------------------------------------------------------------------------------------------- | ------------------------------------------------------------------------------- | ----- |
| 1P                                                                   | The British Invasion (Brutus Magnus i Doug Williams) (z Robem Terrym) pokonali Erica Younga i Rhino | Tag team match                                                                  | 05:35 |
| 2                                                                    | Suicide (c) pokonał Jaya Lethala, Consequences Creeda, Chrisa Sabina i Alexa Shelleya               | King of the Mountain match o TNA X Division Championship                        | 23:35 |
| 3                                                                    | Daniels pokonał Shane’a Douglasa                                                                    | Singles match                                                                   | 08:14 |
| 4                                                                    | Angelina Love (c) (z Velvet Sky i Madison Rayne) pokonała Tarę                                      | Singles match o TNA Women's Knockout Championship                               | 06:52 |
| 5                                                                    | Abyss i Taylor Wilde pokonali Ravena i Daffney (z Dr. Steviem)                                      | Monster's Ball Mixed Tag Team match                                             | 14:09 |
| 6                                                                    | Sting pokonał Matta Morgana                                                                         | Singles match W wypadku wygranej Morgan mógłby dołączyć do The Main Event Mafii | 09:01 |
| 7                                                                    | Beer Money, Inc.(James Storm i Robert Roode) pokonało Team 3D (Brother Ray i Brother Devon) (c)     | Tag team match o TNA World Tag Team Championship                                | 16:57 |
| 8                                                                    | Kurt Angle pokonał Micka Foleya (c), Jeffa Jarretta, A.J. Stylesa i Samoa Joego                     | King of the Mountain match o TNA World Heavyweight Championship                 | 22:08 |
| (c) – mistrz/mistrzyni przed walkąP – walka miała miejsce w pre-show | |                                                                                 |       |

### X Division King of the Mountain match
| Nr         | Wrestler           | Wrestler przypięty lub zmuszony do poddania | Sposób                                                                           |
| ---------- | ------------------ | ------------------------------------------- | -------------------------------------------------------------------------------- |
| 1          | Suicide            | Jay Lethal                                  | Suicide przypiął Lethala po wykonaniu Suicide Solution na drabinę                |
| 2          | Suicide            | Alex Shelley                                | Suicide przypiął Shelleya                                                        |
| 2          | Jay Lethal         | Suicide                                     | Lethal przypiął Suicide’a po wykonaniu Lethal Combination na rozłożone krzesełko |
| 3          | Consequences Creed | Alex Shelley                                | Creed przypiął Shelleya po kombinacji akcji                                      |
| 4          | Alex Shelley       | Chris Sabin                                 | Sabin położył się na macie, pozwalając się przypiąć                              |
| 5          | Chris Sabin        | Jay Lethal                                  | Sabin przypiął Lethala po wykonaniu Tornado DDT                                  |
| Zwycięzca: | Suicide            | —                                           | Suicide zawiesił TNA X Division Championship na haku                             |

### King of the Mountain match
| Nr         | Wrestler     | Wrestler przypięty lub zmuszony do poddania | Sposób                                                                   |
| ---------- | ------------ | ------------------------------------------- | ------------------------------------------------------------------------ |
| 1          | Kurt Angle   | Samoa Joe                                   | Joe zaatakował Angle’a przed meczem i został umieszczony w karnej klatce |
| 2          | Jeff Jarrett | Mick Foley                                  | Foley położył się na macie pozwalając się przypiąć                       |
| 3          | Samoa Joe    | Mick Foley                                  | Foley zemdlał po założeniu przez Joe Coquina Clutch                      |
| 4          | Mick Foley   | Kurt Angle                                  | Foley przypiął Angle’a po wykonaniu diving elbow drop z karnej klatki    |
| 5          | AJ Styles    | Mick Foley                                  | Styles przypiął Foleya                                                   |
| Zwycięzca: | Kurt Angle   | —                                           | Angle zawiesił TNA World Heavyweight Championship na haku                |